# Frente Nacional Democrático
El Frente Nacional Democrático (FND) fue un partido político venezolano de derecha política de ideología conservadora. Fue fundado el 24 de febrero de 1964 por Arturo Uslar Pietri, conglomerando a las agrupaciones que apoyaron su candidatura presidencial el año anterior. Uslar Pietri será el presidente del Directorio Nacional. El partido desaparece en 1973.

## Historia
Para las elecciones presidenciales de 1963 nació bajo el nombre de Comité Independiente Pro Frente Nacional (CIPFN), utilizando como símbolo distintivo de su aspiración política una campana para promover la candidatura de Uslar Pietri quién obtendría 459.240 votos (16,01%). Estas elecciones las ganó el representante de Acción Democrática (AD) Raúl Leoni. 

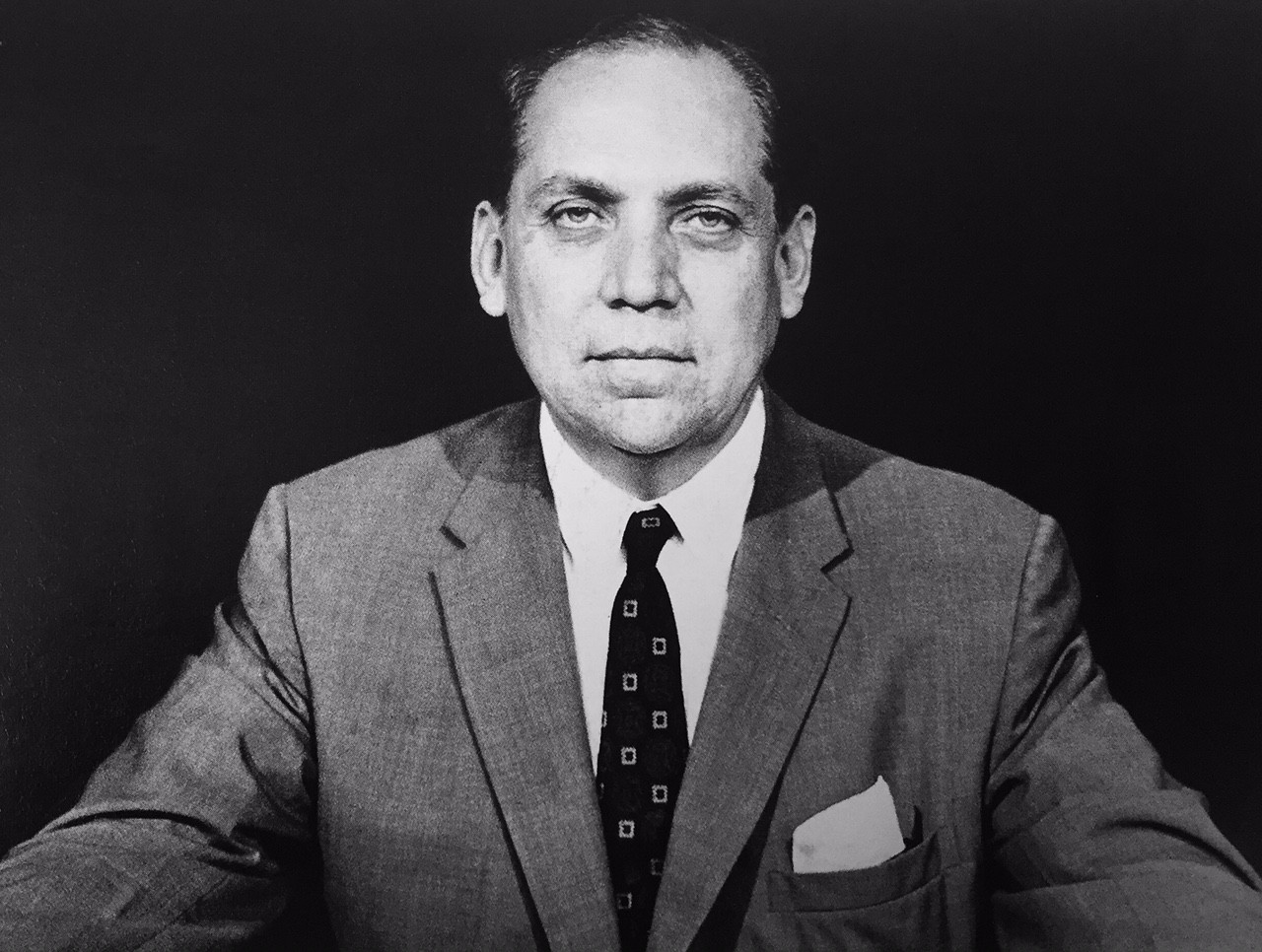
Arturo Uslar Pietri.

En las elecciones del 1963 el CIPFN fue el partido más votado en Caracas y alrededores lo que le consiguió el control absoluto del Concejo Municipal de Caracas y del Distrito Sucre en el este de la ciudad, además lograron conseguir 5 de los 47 curules para el Senado y 22 de los 178 puestos para la Cámara de Diputados para el periodo legislativo 1964-1969. 
El Comité después se transformó en partido bajo el nombre de Frente Nacional Democrático (FND). Bajo estas siglas Uslar Pietri resultará electo senador, estando en el cargo hasta 1974. En mayo de 1964, en un contexto político agitado, el presidente electo Raúl Leoni propone la formación de un gobierno de «Amplia Base», del cual el Frente Nacional Democrático formará parte hasta marzo de 1966, cuando se retira por divergencias en la conducción de las políticas del gobierno.
Para las elecciones presidenciales de 1968 decidieron ingresar a la coalición denominada Frente de la Victoria integrado por URD, la Fuerza Democrática Popular (FDP) y el Movimiento Electoral Nacional Independiente (MENI), quienes le dieron su apoyo al independiente Miguel Ángel Burelli Rivas. El partido consiguió un puesto de los 52 en el Senado y 4 de los 214 en la Cámara de Diputados. Uslar Pietri, quien había ejercido la presidencia del Directorio Nacional desde su fundación, decide renunciar a la misma en 1968, lo que provocaría la crisis del partido. El FND se disuelve finalmente en 1973 luego de obtener resultados negativos en las elecciones de ese año y quedarse sin representación parlamentaria. 